# Herba Guirassy
Bahereba „Herba“ Guirassy (* 29. August 2006 in Angers) ist ein französisch-guineischer Fußballspieler, der aktuell beim FC Nantes in der Ligue 1 spielt.

## Karriere

### Verein
Guirassy spielte bis 2019 in der Jugend von Vaillante Angers, in seinem Geburtsort. Anschließend wechselte er ins Ausbildungszentrum des FC Nantes. In der Saison 2021/22 spielte er dort bereits 18 Mal in der B-Jugend-Liga und schoss drei Tore. 2022/23 schoss er dort 27 Tore in 25 Einsätzen und wurde mit den A-Junioren derweil Meister, wo er insgesamt viermal in 8 Partien traf. In jener Spielzeit wurde er Torschützenkönig in der U17-Klasse und schoss das entscheidende Tor im Finale der U19-Meisterschaft. In der Spielzeit 2023/24 war er Stammspieler in der U19-Mannschaft, wo er in der Liga, im Pokal und in der UEFA Youth League in 34 Spielen insgesamt 18 Tore schoss. Am ersten Spieltag der Saison 2024/25 wurde er gegen den FC Toulouse in der letzten Minute eingewechselt und debütierte somit für die Profimannschaft in der Ligue 1. Eine Woche später, am zweiten Spieltag traf er nach erneuter später Einwechslung bei einem 2:0-Sieg über die AJ Auxerre zum ersten Mal für die Profis. Ende Oktober 2024 unterschrieb er schließlich seinen ersten Profivertrag beim Verein bis Juni 2028.

### Nationalmannschaft
Seit März 2025 ist Guirassy für die französische U19-Nationalmannschaft aktiv.

## Erfolge
FC Nantes
- Französischer A-Junioren-Meister: 2023